# Agustín Edwards Eastman
Pour les articles homonymes, voir Eastman (homonymie).
Agustín Ivan Edmundo Edwards Eastman (né à Paris le 24 novembre 1927 et mort le 24 avril 2017  à Graneros) est un entrepreneur et journaliste chilien.

## Biographie
Fils d'Agustín Edwards Budge et Mary Elizabeth Eastman Beeche, et petit-fils d'Agustín Edwards Mac-Clure, il est l'héritier et propriétaire du journal conservateur El Mercurio.
En 1970, au moment de l'élection de Salvador Allende, Agustín Edwards est considéré comme l'homme le plus riche du Chili. Il va demander l'aide de Nelson Rockefeller, puis de Richard Helms, directeur de la CIA, afin de conduire les parlementaires chiliens à ne pas entériner la victoire du candidat socialiste, voire à préparer un coup d'État, lequel n'a finalement lieu que trois ans plus tard. La CIA dépense 1,5 million de dollars pour financer El Mercurio.
Il est dans les années 2010, avec le banquier Alvaro Saieh, propriétaire de la totalité des journaux nationaux du pays.